# Nyikolaj Ivanovics Abramov
Nyikolaj Ivanovics Abramov (oroszul: Никола́й Ива́нович Абра́мов; Kotelnyiki, 1950. január 5. – Moszkva, 2005. augusztus 6.) orosz származású szovjet válogatott labdarúgó.

## Pályafutása

### Klubcsapatban
1969 és 1976 között a Szpartak Moszkva játékosa volt. 1969-ben szovjet bajnoki címet szerzett, 1971-ben pedig szovjet kupát nyert a Szpartak színeiben.  

### A válogatottban
1972 és 1976 között 3 alkalommal szerepelt a szovjet válogatottban. Részt vett az 1972-es Európa-bajnokságon, ahol ezüstérmet szerzett.

## Sikerei, díjai
Szpartak Moszkva
- Szovjet bajnok (1): 1969
- Szovjet kupa (1): 1971

Szovjetunió
- Európa-bajnoki ezüstérmes (1): 1972